# یواس‌اس پارتریج (ای‌ام-۱۶)
یواس‌اس پارتریج (ای‌ام-۱۶) (به انگلیسی: USS Partridge (AM-16)) یک کشتی بود که طول آن ۱۸۷ فوت ۱۰ اینچ (۵۷٫۲۵ متر) بود. این کشتی در سال ۱۹۱۸ ساخته شد.